# إدريس باثا
إدريس باثا (بالإنجليزية: Idriz Batha) (من مواليد 28 مارس 1992) هو لاعب كرة قدم ألباني يلعب في مركز الوسط، احترف في السعودية في نادي النجمة.

## وصلات خارجية
- إدريس باثا على موقع الاتحاد الأوربي (الإنجليزية)
- إدريس باثا على موقع قاعدة بيانات كرة القدم.إي يو (الإنجليزية)
- إدريس باثا على موقع Soccerway.com (الإنجليزية)
- إدريس باثا على موقع عالم كرة القدم.نت (الإنجليزية)